# Stonington (Illinois)
Stonington es una villa ubicada en el condado de Christian en el estado estadounidense de Illinois. En el Censo de 2010 tenía una población de 932 habitantes y una densidad poblacional de 782,28 personas por km².

## Geografía
Stonington se encuentra ubicada en las coordenadas 39°38′19″N 89°11′32″O / 39.63861, -89.19222. Según la Oficina del Censo de los Estados Unidos, Stonington tiene una superficie total de 1.19 km², de la cual 1.19 km² corresponden a tierra firme y (0%) 0 km² es agua.

## Demografía
Según el censo de 2010, había 932 personas residiendo en Stonington. La densidad de población era de 782,28 hab./km². De los 932 habitantes, Stonington estaba compuesto por el 98.18% blancos, el 0.43% eran afroamericanos, el 0% eran amerindios, el 0.64% eran asiáticos, el 0% eran isleños del Pacífico, el 0.43% eran de otras razas y el 0.32% pertenecían a dos o más razas. Del total de la población el 0.97% eran hispanos o latinos de cualquier raza.